# 馬泰卡
8°36′S 179°07′E / 8.600°S 179.117°E

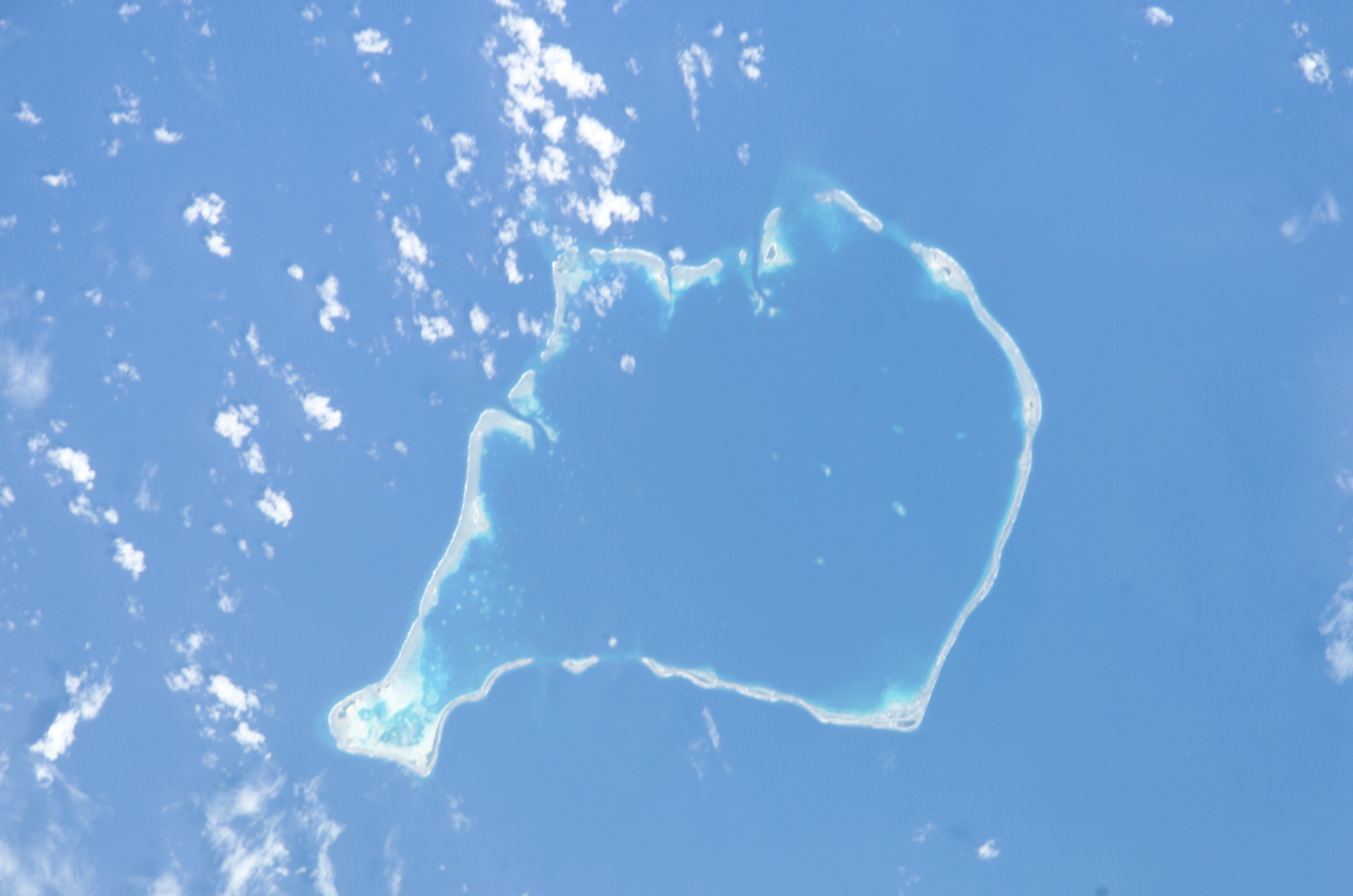
富納富提全圖

马泰卡（英語：Mateika Isle）是一個位於吐瓦魯首都富納富提的一座珊瑚礁島嶼。該島平均温度为2度。最热的月份是3月，氣溫为12度，最冷的月份為7月，氣溫为0度。該島年平均降雨量为3,977毫米。最潮湿的月份是1月，降雨量为678毫米，最乾燥的月份為4月，降雨量为180毫米。